# Kodeks 073
Kodeks 073 (Gregory-Aland no. 073),  ε 7 (von Soden) – grecki kodeks uncjalny Nowego Testamentu, paleograficznie datowany na V/VI wiek. Dawniej przechowywany był w Rosyjskiej Bibliotece Narodowej (Gr. 277, 1f) w Petersburgu.

## Opis
Do dziś zachował się jedynie fragment pergaminowej karty kodeksu (28  na 23 cm), z tekstem Ewangelii Mateuszka 14,28-31. Tekst pisany jest dwoma kolumnami na stronę, 34 linijek w kolumnie. Z tego samego rękopisu pochodził 084, zawierający tekst Mt 14,19-27; 15,2-8, przechowywany dziś na Synaju.
Tekst kodeksu 073 został wydany przez J. Rendel Harris.
Grecki tekst kodeksu przekazuje tekst aleksandryjski. Kurt Aland zaklasyfikował go do kategorii II.
Rękopis stosuje czasem interpunkcję.